# Popis epizoda emisije Pjevaj moju pjesmu
Ovo je popis epizoda emisije Pjevaj moju pjesmu.

## Popis epizoda

### Sezona 1 (2011. – 2012.)
| Br. | Timovi               | Žiri                                             | Izvedene pjesme | Nadnevak prikazivanja |
| --- | -------------------- | ------------------------------------------------ | --- | --------------------- |
| 1. | "Buzet - Trogir"     | Siniša Škarica Zorica Kondža Petar Grašo         | "Ribari" (Vinko Coce) "Je'nu noć" (Alen Vitasović) | 25. rujna 2011.       |
| U prvoj emisiji led su probili timovi iz Buzeta i Trogira. Mlade pjevačke nade iz Buzeta su odnijele pobjedu s jednim bodom razlike. Osim pjesama Alena Vitasovića i Vinka Coce, pjevač-gost Petar Grašo izveo je neke svoje hitove. |                      |                                                  | |                       |
| 2. | "Hvar - Samobor"     | Siniša Škarica Zorica Kondža Boris Novković      | "Tamara" (Boris Novković) "Via Ljubav" (Boris Novković) | 2. listopada 2011.    |
| U drugoj emisiji natjecali su se timovi iz Hvara i Samobora. Osim pjesama Borisa Novkovića, natjecatelji su pjevali pjesme Gabi Novak, Drugog načina, Aerodroma i Patrole. |                      |                                                  | |                       |
| 3. | "Gospić - Biograd"   | Siniša Škarica Zorica Kondža Marijan Ban         | "Magla" (Josipa Lisac) "Zamijenit ću te gorim" (Natali Dizdar) "Od mora do mora" (Daleka obala) "Morska vila" (Daleka obala) "Ruzinavi brod" (Daleka obala) | 9. listopada 2011.    |
| U trećoj emisiji natjecali su se timovi iz Gospića i Biograda. |                      |                                                  | |                       |
| 4. | "Sinj - Varaždin"    | Siniša Škarica Zorica Kondža Vanna               | "Baklje Ivanjske" (Doris Dragović) "Tek je 12 sati" (E.T.) "Daj mi jedan dobar razlog" (Vanna) "Singing rock'n'roll" (Stijene) | 16. listopada 2011.   |
| U četvrtoj emisiji natjecali su se timovi iz Sinja i Varaždina. |                      |                                                  | |                       |
| 5. | "Rovinj - Sisak"     | Siniša Škarica Zorica Kondža Goran Karan         | "Blago onom tko te ima" (Toni Cetinski) "Divno je biti nekome nešto" (Latino) "Zbog jedne divne crne žene" (Krunoslav Slabinac) "Osmijeh" (Grupa 220) "Ostani" (Goran Karan) "Goran Karan" (Grupa 220) | 23. listopada 2011.   |
| U petoj emisiji natjecali su se timovi iz Rovinja i Siska. |                      |                                                  | |                       |
| 6. | "Senj - Korčula"     | Siniša Škarica Zorica Kondža Massimo Savić       | "Da te ne volim" (Novi fosili) "Samo simpatija" (Meri Cetinić) "Vino na usnama" (Vlado Kalember) | 30. listopada 2011.   |
| U šestoj emisiji natjecali su se timovi iz Senja i Korčule. |                      |                                                  | |                       |
| 7. | "Cavtat - Vinkovci"  | Siniša Škarica Zorica Kondža Aki Rahimovski      | "Kao ti" (Parni valjak) "Uhvati ritam" (Parni valjak) "Put ka sreći" (Goran Bare) "Moja Ane broji dane" (Milo Hrnić) | 6. studenog 2011.     |
| U sedmoj emisiji natjecali su se timovi iz Cavtata i Vinkovaca. |                      |                                                  | |                       |
| 8. | "Koprivnica - Krk"   | Siniša Škarica Zorica Kondža Giuliano            | "Ja ću budan sanjati" (Gibonni) "Doviđenja" (Džo Maračić Maki) "Cvit iz kamena" (Zoran Jelenković) "Gori more" (Giuliano) | 13. studenog 2011.    |
| U osmoj emisiji natjecali su se timovi iz Koprivnice i Krka. Tim iz Koprivnice je osvojio nagradu i poklonili su ga Dječjem domu "Svitanje". |                      |                                                  | |                       |
| 9. | "Buzet - Samobor"    | Siniša Škarica Zorica Kondža Danijela Martinović | "Ka di su ta vrata" (Gustafi) "Najdraže moje" (Novi fosili) "Čarobno jutro" (Nina Badrić) "Sveta ljubav" (Maja Blagdan) "Pleši sa mnom" (Danijela Martinović) "Da je slađe zaspati" (Danijela Martinović) | 20. studenog 2011.    |
| U devetoj emisiji natjecali su se timovi iz Buzeta i Samobora. Tim iz Samobora je osvojio veći broj bodova i nastavili su svoj put prema finalu. Tim iz Buzeta osvojio je nagradu od 10.000 kuna kojeg su poklonili Dječjem vrtiću "Grdelin" iz Buzeta. Emisija je postigla najveću gledanost dotad, 12.27 % (više od 510.000 gledatelja). |                      |                                                  | |                       |
| 10. | "Biograd - Sinj"     | Siniša Škarica Zorica Kondža Davor Gobac         | "Frida" (Psihomodo pop) "Gorka rijeka" (Meri Cetinić i Tomislav Ivčić) "Sve je neobično ako te volim" (Zorica Kondža) "Virujen u te" (Severina Vučković) | 27. studenog 2011.    |
| U desetoj emisiji natjecali su se timovi iz Biograda i Sinja. |                      |                                                  | |                       |
| 11. | "Korčula - Sisak"    | Siniša Škarica Zorica Kondža Doris Dragović      | "Gdje je ljubav tu si ti" (Doris Dragović) "Sreća je tamo gdje si ti" (Željko Krušlin Kruška) "Balkan" (Azra) "Oh, Susana" (Miroslav Škoro) | 4. prosinca 2011.     |
| U jedanaestoj emisiji natjecali su se timovi iz Korčule i Siska. |                      |                                                  | |                       |
| 12. | "Krk - Vinkovci"     | Siniša Škarica Zorica Kondža Kemal Monteno       | "Nije htjela" (Kemal Monteno) "Vratio sam se živote" (Kemal Monteno) "Dušo moja" (Kemal Monteno) "Napiši jednu ljubavnu" (Kemal Monteno) "Nasloni glavu na moje rame" (Tutti Frutti) "Zbog jedne divne crne žene" (Krunoslav Slabinac) "Četiri stađuna" (Meri Cetinić) "Pokreni se" (Goran Bare) "Dal' se sjetiš nekad mene" (Džo Maračić Maki) | 11. prosinca 2011.    |
| U dvanaestoj emisiji natjecali su se timovi iz Krka i Vinkovaca. |                      |                                                  | |                       |
| 13. | "Samobor - Sinj"     | Siniša Škarica Zorica Kondža Neno Belan          | "Rijeka snova" (Neno Belan) "Pričaj mi o ljubavi" (Neno Belan) "Prolazi sve" (Džimi Stanić) "Opet si plakala" (Drago Diklić) "Apokalipso" (Darko Rundek) "Budi moja voda" (Damir Urban) "Fratello" (Jurica Pađen) | 18. prosinca 2011.    |
| U trinaestoj emisiji natjecali su se timovi iz Samobora i Sinja. |                      |                                                  | |                       |
| 14. | "Korčula - Vinkovci" | Siniša Škarica Zorica Kondža Tedi Spalato        | "Sve ću preživit" (Tedi Spalato) "Bi li pošla za me" (Tedi Spalato) "More snova" (Tedi Spalato) "Moje izgubljeno blago" (Tedi Spalato) | 25. prosinca 2011.    |
| U četrnaestoj emisiji natjecali su se timovi iz Korčule i Vinkovaca. Osim regularnih pjesama, pjevane su i božićne pjesme. |                      |                                                  | |                       |
| 15. | "Sinj - Vinkovci"    | Siniša Škarica Zorica Kondža Sanja Doležal       | "E, moj Saša" (Novi fosili) "Sanjaj me" (Novi fosili) "Neka cijeli ovaj svijet" (Alfi Kabiljo) "Tvoja zemlja" (Vice Vukov) "Kad bi svi" (Arsen Dedić) | 8. siječnja 2012.     |
| Finale prve sezone gdje se za pobjedu u iznosu od 50.000 kuna natječu timovi iz Sinja i Vinkovaca |                      |                                                  | |                       |

### Novogodišnji specijal
| Br.                                                                                             | Gosti | Žiri                                           | Izvedene pjesme                                      | Nadnevak prikazivanja |
| ----------------------------------------------------------------------------------------------- | --- | ---------------------------------------------- | ---------------------------------------------------- | --------------------- |
| -                                                                                               | "Nina Badrić Danijela Martinović Kemal Monteno Petar Grašo Barbara Kolar Goran Navojec Igor Štimac Mila Elegović Tarik Filipović" | Siniša Škarica Zorica Kondža Oliver Dragojević | "Vjeruj u ljubav" (Oliver Dragojević) i mnoge druge. | 31. prosinca 2011.    |
| Novogodišnji specijal u kojem su pjevački talenti iz malih hrvatskih gradova - domaće zvijezde. | |                                                |                                                      |                       |